# 나가사키 역사문화박물관

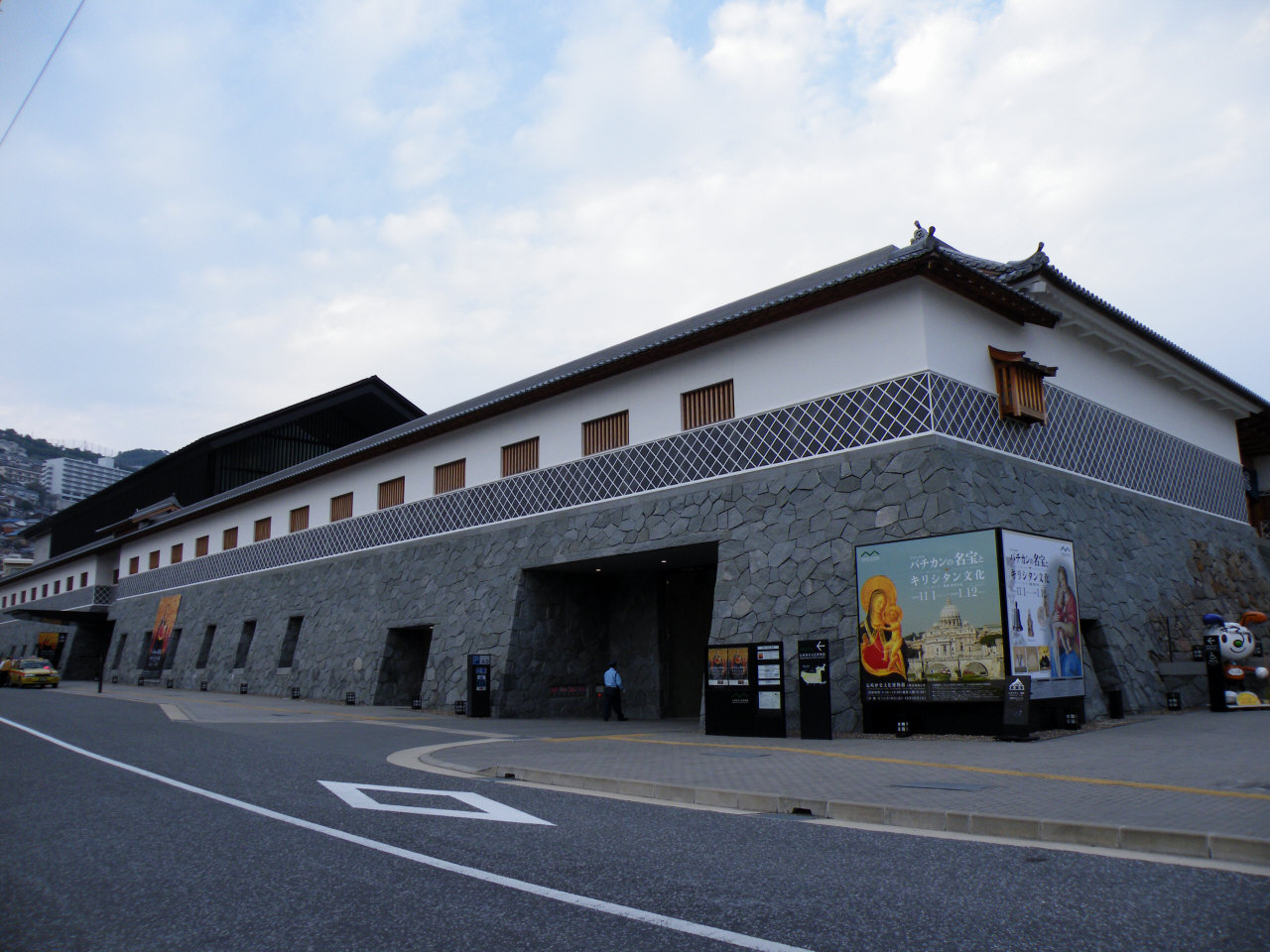
나가사키 역사 문화 박물관

나가사키 역사 문화 박물관(일본어: 長崎歴史文化博物館, ながさきれきしぶんかはくぶつかん 나가사키레키시분카와쿠부쓰칸[*])은 일본 나가사키현 나가사키시에 있는 박물관이다. 2005년 11월에 개관하였다. 나가사키 봉행소의 모습을 재현하였으며, 일본의 중요문화재를 비롯한 약 48,000여점이 전시되어 있다.
나가사키현과 나가사키시가 공동으로 예산과 소장품을 모아 설립하였다. 박물관의 관리운영은 운영은 지정 관리자 제도에 따라 민간 기업인 노무라 공예사 (乃村工藝社)가 하고 있다. 나가사키 역사문화박물관의 메인 테마는 '근세 나가사키의 해외 교류사'이지만 민간 기업이 운영하게 된 이래 다양한 주제의 기획전시나 관람객 행사를 적극 실시하고 있다. 명예관장은 작가 이치카와 신이치, 초대 관장은 조반 대학 전 학장 오호리 테쓰가 맡았다.

## 시설

### 건물
나가사키 현립 미술박물관이 폐쇄되어 역사문화박물관과 나가사키 현 미술관으로 분리될 때 옛 미술박물관 부지와 그 미술관에 인접해 있던 옛 나가사키현 지사 관저부지에 세워진 3층 규모의 건물이다. 건설 당시 옛 나가사키 봉행소의 돌계단과 정원 등의 건물터가 발굴되었는데, 돌계단은 보강하여 봉행소 문 쪽의 입구로 활용되고 있다. 설계는 일본을 대표하는 건축가 구로카와 키쇼가 맡았다.
박물관 서쪽에는 1945년 8월 나가사키 원폭 투하 당시 긴급전보를 정부와 군에 타전하는 곳으로 쓰였던 다테야마 방공호 (나가사키 방공본부)가 남아 있으며, 박물관 개관에 맞춰 내부를 정비하였고 주변은 공원화되어 일반에게 무료로 공개되고 있다.

### 내부
전시 공간은 상설 전시실인 '역사 문화 전시 존', '나가사키 봉행소 존', '기획전시실'의 총 세 곳으로 나뉜다. 이밖에도 나가사키 역사 정보 코너, 전통 공예 체험 공방, 자료 열람실, 박물관 샵, 레스토랑이 있으며, 이벤트 공간과 홀이 조성되어 있다.
나가사키 봉행소 다테야마 역소의 규문소 (법정)에서는 토, 일, 공휴일마다 당시 재판의 모습을 재현한 촌극을 20분 정도 진행한다. 공연 시간은 오전 11시, 12시, 오후 2시, 3시, 4시이다. 촌극이 끝난 뒤에는 기념 촬영 시간이 있다. 촌극은 나가사키 현의 대학생과 현민이 자원 봉사로 하는 것이며, 약 21명이 참여하고 있다.
나가사키 역사문화박물관에서는 나가사키 봉행소의 한 해를 그린 3D 영화도 상영되는데, 배우 가자마 모리오가 나가사키 봉행의 도야마 카게쿠니 역으로 출연하고 있다.

## 소장 자료

### 일본 중요문화재
- 나가사키 봉행소 관련 자료 - 문서기록류 1,176점, 그림·지도류 66점.
일본이 쇄국 정책을 펼 당시 해외와의 유일한 창구였던 나가사키의 모습을 생생하게 기록한 귀중한 자료이다. 그 중에서도 약 200년 간 나가사키 부교의 판결 기록을 담은 《범과장》 (犯科帳)은 일본 법률사의 귀중한 자료인 동시에, 일본 내의 여러 역사 소설이나 사극의 참고자료가 되는 책이기도 하다.
- 《가미모토 저색태서 왕후도》(紙本著色泰西王侯図) - 6폭짜리 병풍.
- 〈야스마사 2년 일란조약서〉(安政二年日蘭条約書) - 1856년 1월 30일 일본과 네덜란드 간에 맺은 조약.

### 그 외
- 《당란관도》(唐蘭館図) - 19세기 지볼트의 전속화가였던 가와하라 케이가가 그린 작품. 일본 국가중요미술품.
- 《남만인래조지도》 (南蛮人来朝之図) - 동남아시아 국가 (남만)과의 무역 풍경을 그린 17세기 병풍, 일본 국가중요미술품.
- 우에노 히코마의 사진기 - 사카모토 료마의 사진과 일본 최초의 종군 사진작가로 알려진 히코마가 사용했다는 사진기.

## 운영
나가사키 역사문화박물관의 개관 시간은 오전 8:30 - 오후 7:00이며, 최종 입장시각은 오후 6:30이다. 12월 30일부터 1월 3일까지는 개관 시간이 오전 10:00 - 오후 6:00이다. 휴관일은 매달 세번째 화요일이며, 그 날이 공휴일인 경우는 다음날 휴관한다.
관람료는 어른 600엔, 초중고등학생 300엔이다. 단체 요금은 어른 480엔, 초중고등학생 240엔이다. 기획전은 별도 요금이며, 나가사키 현에 거주하는 초중학생은 무료다.

## 교통
- JR규슈 나가사키역
- 나가사키 전기 궤도 사쿠라마치 역, 고카이도마에 역, 스와신사 역에서 하차 후 도보로 7분.
나가사키역 앞에서 3번 계통의 '호타루자야 역' (蛍茶屋)행 전차를 타면 된다.
- 나가사키 현영 버스 '나가사키 역사문화박물관' (長崎歴史文化博物館, 가자가시라마치 - 유메사이토·나가사키현 미술관) - 박물관의 실내 주차장 내에서 승하차가 가능하다.
- 나가사키 버스·나가사키 현영 버스 '사쿠라마치코엔마에' (桜町公園前), '시야쿠쇼' (市役所前) 정류장 하차 후 도보 5분.
'나가사키역 동쪽 출입구' (長崎駅前東口) 버스 정류장에서 시청을 경유하는 버스에 승차하면 된다.